# Hermann Stein (Politiker)
Hermann Stein (* 18. Juni 1919 in Klein-Linden; † 28. Januar 1995 in Gießen) war ein deutscher Politiker (FDP).

## Leben
Stein hatte eine kaufmännische Ausbildung und war ab 1938 Soldat, später Offizier der Wehrmacht. Er war seit 1. September 1939 Mitglied der NSDAP (Mitgliedsnummer 5.505.052).
Er war von 1954 bis 1974 Geschäftsführer der Gießener Wohnbau AG. Außerdem fungierte er als Aufsichtsratsvorsitzender der Volksbank Gießen.
Nach dem Zweiten Weltkrieg wurde Stein Mitglied der FDP und 1952 zum Kreisvorsitzenden der FDP in Gießen gewählt. Er war von 1948 bis 1968 Ratsmitglied der Stadt Gießen. Er gehörte von 1962 bis 1978 dem hessischen Landtag an und war dort von 1970 bis 1977 Vorsitzender der FDP-Fraktion. Zeitweise hatte er das Amt des Landtagsvizepräsidenten inne.

## Ehrungen
- 1973: Verdienstkreuz 1. Klasse der Bundesrepublik Deutschland[2]
- 1977: Großes Verdienstkreuz der Bundesrepublik Deutschland